# ミッキーマウス!
『ミッキーマウス!』（原題：Mickey Mouse）は、アメリカのディズニー・チャンネルで放送されているテレビアニメシリーズ。アメリカで2013年6月28日から2019年7月19日まで、日本ではディズニー・チャンネルで2013年11月18日から2020年2月9日まで、Dlifeでは2014年2月16日から2020年3月27日まで放送された。テレビ東京系列では2015年10月4日から2017年2月12日までと2018年4月1日から4月8日まで『ディズニー・サンデー』の枠内にて放送された。2020年からは本作の続編となった『ミッキーマウスのワンダフルワールド』（原題：The Wonderful World of Mickey Mouse）と題して、ミッキーマウスの誕生日（スクリーンデビュー日）である同年11月18日からDisney+にて日米同時配信された。

## 概要
ミッキーマウスを主人公にした短編アニメーション番組。デザインは旧時代をベースにした新たなものが採用され、全体的に少し小柄になっている。アメリカのみに留まらずアジアやヨーロッパなど世界各地を舞台にミッキー達がドタバタ劇を繰り広げる。
過去のミッキーマウス作品にあまり見られなかったグロテスクな演出やリアルな演出があるのが特徴だが、これらのハードなドタバタ劇はカートゥーン・アニメの表現（頭の上に重い物が落ちてくる、風圧で皮が剥がれる等）を多く踏襲している。そのような意味では昔ながらのアメリカ産アニメーションの雰囲気に近い。一部のエピソードでは実写の映像も用いられている。
日本語版では字幕放送にて、ミッキーの声は黄色、ミニーの声は水色、その他のキャラクターの声は白で表示される。

## 登場キャラクター
声は英語/日本語の順。

### メインキャラクター
ミッキーマウス
声 - クリス・ディアマントポロス / 青柳隆志→星野貴紀
本作の主人公で、ほぼ全話に登場。デビュー作同様白目の描かれていない白い肌のデザインとなっている。また、現在に比べ性格も好奇心旺盛でやんちゃな面が出ているがより品行方正な性格に描かれており、他の仲間が全員二人三脚で卑怯な手で勝とうする中、唯一正々堂々やろうとしたり、困っている人がいると鬱陶しがられるほどお節介を焼くこともある。他作品同様、耳が取れるシーンがある。今回はプルートの他に金魚のガブルスを飼っており、家もいつものものとアパートの二種類あるが、舞台は世界各国に至るためエピソードに応じて各地に居を構える。
メンバーのまとめ役で、特に主役回となるとリーダーとして活躍するが一方で色々な物に振り回されることもしばしば。時折凄い思いつきが騒動に繋がったり、普段の声から想像できない声を出すことも。また親友のドナルドやグーフィー、さらには恋人のミニーまで何らかで対立した回もあるがほとんど和解している。
27年に渡り専属声優を務めてきた青柳が2018年に脳梗塞で降板して以降、星野が担当している。英語版では2009年以降ブレット・イワンがミッキーの専属声優を務めているが、本作のみ俳優・コメディアンのクリス・ディアマントポロスが起用されている。
ミニーマウス
声 - ルシー・テイラー / 水谷優子→遠藤綾
本作のヒロイン。ミッキーのガールフレンド。本作ではリボンではなく、花のついた帽子をかぶっている。現在のデザインとは違いクラシック時代同様、上の服は着ていない。スカートの下のパンツにはつぎはぎがある。
常にミッキーとはラブラブだが、現在のデザインと比べるといわゆるバカップルに近くなっており、ミッキーが大好き過ぎてとんでもない行動を取るが稀に何らかでミッキーと敵対する珍しい回もある。他にもたまに女の子らしからぬトラブルを起こすことがある（プルートにおやつをあげすぎたり、香水をつけすぎたり、グーフィーの冗談に乗ったりなど）。
放送回によっては主役となるケースもあり、その場合はオープニングタイトルも『ミニーマウス!』（原題：Minnie Mouse ）と表示される。
初代声優の水谷が2016年に死去して以降、遠藤が担当している。また、英語版で声を担当したテイラーが2019年に死去したため、本作が遺作となった。
ドナルドダック
声 - トニー・アンセルモ / 山寺宏一
ミッキーの親友であるアヒル。旧デザインの白い帽子ではなく現在のデザインの青い帽子をかぶっている。
短気で怒りっぽく、よくトラブルに巻き込まれることが多い為、よく悪い予感を感知して巻き込まれる前にミッキー達を止めようとしてはその被害に遭っている。本人も何かしらのトラブルを起こすことが多く、それが事件に繋がることも多い。周囲から嫌われているように見えるがドナルドが死にかけていると聞いた際、全員心配するなどなんだかんだで愛されている。グーフィーに対するツッコミ役でもあり、文句を言いながらも彼に協力することが多い。一度、伯父のフォン・ドレイクの発明で、怒りが抜けた無気力なドナルドと怒りに増した凶暴なドナルドが誕生したことがあった。なお、怒りが抜けた方のドナルドは英語・日本語と共に地声になっていた。
本作ではアヒルのため、寒さが苦手で冬になると家族と南の島に行くという設定。
デイジーダック
声 - トレス・マクニール / 土井美加
ドナルドのガールフレンドでミニーの親友。本作ではハイヒールではなく、ブーツを履いている。
勝ち気で気が強く短気なドナルドと喧嘩することもあるが、なんだかんだで彼を大事に思っており、ドナルドが怒りを切り離され、騒動が起きた時、その原因を作ったミッキーの前に想像として現れたこともある。
グーフィー
声 - ビル・ファーマー / 島香裕
ミッキーの親友。デザインはディピー・ダウグ名義時代のもので、ズボンは履いていない。
のんびりとした性格と間延びした口調がトレードマーク。気の良い性格だが天然故に空気が読めないことが多い。基本ミッキーの友達として出るが回によっては売店の店長やゾンビなど様々な役で登場することもある。「ポテトランド」に行くのが夢でミッキーとドナルドによってその夢が実現している。
一度、巨大な蜘蛛に部屋を占領され、お婆ちゃんに変装してミッキーの家に上がり込んだことがある。また、犬のためプルートの代役としてドッグショーに出たり、プルートから餌を横取りしたこともあった。他にも体がパズルのようにバラバラになったり、過去にタイムスリップして歴史を変えて大参事を起こしたこともあるなど悪気はないが騒動を起こすこともしばしばある。
プルート
声 - ビル・ファーマー / （原語版流用）
ミッキーの飼い犬。本作ではミッキーより小さく描かれている。ミニーにおやつを貰いすぎて太ったり、グーフィーのドジのせいで大怪我をしてドッグショーに出れなくなるなど何かと酷い目に遭う。一方で主人のミッキーのピンチの時は凄い力を発揮する。一度だけ空腹だった為、こっそりミッキーと敵対したこともあり、すぐに和解した。

### サブキャラクター
ピート
声 - ジム・カミングス / 大平透→北川勝博
たびたびあらゆる役で登場している。主に悪役の立場として、以前のようにミニーを狙うミッキーのライバル役で登場するがたまにミッキーの誕生日ケーキ作りに協力したり、共闘するなど仲良くなる回もあるなど憎めない部分がある。また彼が登場するときは必ずクラシック時代の義足をつけており、一度スランプに陥った際に抜いたこともある。
初代声優の大平が2015年に急病で降板し、2016年に死去して以降、北川が役を引き継いだ。
スクルージ・マクダック
声 アラン・ヤング→ジョン・カーシル / 伊井篤史→小形満
29話、49話に登場するドナルドの叔父。29話では遊びに来た叔父らしく甥っ子のドナルドを温かく迎えるも即座に5万ドルを要求されたため態度を変え追い出したり、49話では大富豪にもかかわらずミッキーから5ドル借りよう（しかし、その後珍しく利子込みできちんと返した）としたり、64話の二人三脚大会では妨害のためにばらまいたお金をタッグを組んだドナルドと共に回収しようとし、挙げ句の果てにドナルドにお金を返すように三つ子達と共に暴力を振るなど強欲でケチな面が強調されている。一方、義弟のフォン・ドレイクとの仲は良好で、サンタクロースから互いに逆のプレゼントをもらった際に笑顔で交換している。
前任の北村弘一没後、ディズニーのゲーム作品や東京ディズニーリゾート内のパレード等でスクルージの声を担当していた伊井がテレビシリーズに初登板したが、2016年をもって降板したため代わりに小形が3代目としてスクルージ役を引き継いだ又、英語版でアラン・ヤング演じるスクルージは本作が最後となった。
ルードヴィヒ・フォン・ドレイク
声 - コーリー・バートン/ 沢りつお
ドナルドのもう一人の伯父で、スクルージの義弟にあたる発明家であるため、ドナルドを含む皆から「教授」と呼ばれている。彼の作った発明が事件の原因となることが多い。主な例として、ミクロ光線を発射してミッキーとグーフィーを縮小してドナルドの体内で暴れさせたり（ただしミクロ光線発射の直接の原因はドナルド）、ドナルドの怒りを切り離して凶暴なドナルドを誕生させたり、自動サンドイッチ切断機のスイッチを消し忘れてドナルドの尻を切断したりなど。いずれも本人の不注意ではあるが、本人は全く気にせず、ミッキーたちに暴れられるドナルドを見てただ唖然としたり、マシン作りにそっちのけでランチを食べたり、ドナルドに尻を接着剤で付けたもののうまく接着しなかったりなど、やや無責任な面もあったり、計算に集中しすぎて海に投げ出されて貝に食われたことに気付かない鈍感な面もある。
チップとデール
声 - トレス・マクニール / 滝沢ロコ（チップ）、コーリー・バートン / 稲葉実（デール）
リスのコンビ。円盤に乗って宇宙に行っていたところを、ミッキーとプルートにフリスビーと間違えて投げられミッキーに怒り、プルートに追いかけられ、ドナルドと入れ替わったグーフィーに三つ子と共に容赦なく攻撃するなどライバル達との関係は変わっていない。なお、本来のクラシック時代では未登場であるため、デザインもオリジナルである。

### その他のキャラクター
ホセ・キャリオカ
声 ‐ マーク・ゾス/ 中尾隆聖
15話に実況解説役で登場するドナルドの友達。その他の回ではパンチートとダブルで登場することがある。
パンチート
声 -  / 古川登志夫
フルネームは「パンチート・ロメロ・ミゲル・フニペロ・フランシスコ・クインテロ・ゴンザレス」。ドナルドやホセとは『三人の騎士』で共演して以来の仲で二人と一緒に出る回が多いが喋る回があまりない。
クララベル・カウ
声 - エイプリル・ウィンチェル  / 福島桂子
56話に登場するミニーの友達で容姿もクラシックデザイン。常にハエがたかっており、それが原因で高級レストランの入店を拒否されたが、3人で力を合わせてディナーを楽しむ。他の回では台詞はほとんどないがクラシック時代のようにホーレスとコンビを組むことが多い。
ヒューイ・デューイ・ルーイ
声 - ルシー・テイラー / 坂本千夏
49話に登場するドナルドの三つ子の甥っ子。ミッキーにトイレットペーパーを貸すよう要求する他、二人三脚大会ではまきびしをばらまいたり、チップとデール、そして大叔父のスクルージと共にドナルドに容赦なく攻撃するなど悪ガキな面が強調され、根は良いところはほとんど見せない。
モーティマー・マウス
声 - ポール・ルディッシュ 、ジェフ・ベネット / 水内清光
49話に登場するミッキーの恋のライバル。ミッキーにミニーを貸すよう要求したが最後はミニーに叩きのめされ、ミッキーに返却した。また、ピートに代わって悪役としてミッキーに悪さをしたこともあるが、最終的にはピートに殴り飛ばされた。
ホーレス・ホースカラー
声 -  / 魚建
ミッキーやクララベルの友達の馬。クララベルとコンビを組んだりするがほとんど台詞はなく、モブキャラとして出ることが多い。
ガス・グース
声 - クリス・ディアマントポロス /
ドナルドの従兄弟のガチョウ（正確に言うとガチョウとアヒルのハーフ）。食いしん坊な性格は相変わらずで、ジュースを作ってデイジーたちにドナルドと間違われたこともあった。本作は喋ることができ、サンタクロースからアヒルもクリスマスをお祝いして良いと言われ、他の仲間達と喜び合った。
クララ・クラック
フィフィ
ミニーの飼い犬でプルートの彼女。普段はミニーにしか懐かないが、ふとしたことがきっかけでミッキーにも懐くようになる。
その他ディズニー作品のキャラクター
オズワルド・ザ・ラッキー・ラビットや『シンデレラ』『白雪姫』など、他のディズニー作品からゲストキャラクターがわずかなシーンだけ出演することもある。

## スタッフ
- 製作総指揮・監督 - ポール・ルーディッシュ
- アートディレクター - ジョセフ・ホルト
- キャラクター&プロップデザイン - タラ・ビリンジャー、スティーブン・デステファーノ、カリィ・フォンテッキオ、アンディ・スリアーノ
- ロケーションデザイン - ジャスティン・マーティン、ジャスティン・パルパン、アーロン・スパージョン
- アニメーションディレクター - グラハム・マクドナルド
- 色彩設定 - クリス・ハッカー
- 編集 - イリヤ・オーウェンズ
- 録音監督 - カーティス・コラー
- 音楽 - クリストファー・ウィリス
- アニメーション制作 - マーキュリー・フィルムワークス、ディズニー・テレビジョン・アニメーション

### 吹替版スタッフ
- 翻訳 - 末武明日香[18]
- 演出 - 向山宏志[18]
- 音楽演出 - 市之瀬洋一[18]
- 吹替制作 - 東北新社[19] aka TOHOKUSHINSHA FILM CORPORATION

その他、古屋家臣、宮本崇弘、野一祐子、増山浩一、須沢朝美、丸田光、長尾明希、竹本和正、松島昭浩、尾花かんじ、田尻浩章、後藤光祐、品田美穂、藤高智大、岡井カツノリ、森田了介、佐久間元輝、祐仙勇、藤田彩、佐瀬弘幸、臼木健士朗、小島敬介、井上祐子、影平隆一、内野孝聡、戸田めぐみ、有川知江、多田野曜平、各務立基、宮本克哉、堀越富三郎、宇垣秀成、露木徳幸

## エピソード
放送は基本的に5分枠であるが、それを超える回があり、その場合は30分以上の特番などでまとめて放送される。
例：2017/11/19のDlifeの30分枠で、通常の5分枠でスキップされた#16、#52、#54が放送された。
5分超え回は他に#47、#74がある。

### シーズン1
| #  | 日本版放送順 | 邦題               | 原題                  | 初放送日       | 初放送日       |
| -- | ------------ | ------------------ | --------------------- | -------------- | -------------- |
| 1  | 2            | 入店お断り         | No Service            | 2013年6月28日  | 2013年11月18日 |
| 2  | 3            | お静かに           | Yodelberg             | 2013年6月29日  | 2013年11月29日 |
| 3  | 1            | クロワッサン       | Croissant de Triomphe | 2013年6月30日  | 2013年12月6日  |
| 4  | 4            | ホットドッグ       | New York Weenie       | 2013年7月5日   | 2013年12月27日 |
| 5  | 5            | トーキョーでゴー！ | Tokyo Go              | 2013年7月12日  | 2013年12月13日 |
| 6  | 6            | クールに行こう！   | Stayin' Cool          | 2013年7月19日  | 2014年1月10日  |
| 7  | 9            | ギョッ！           | Gasp!                 | 2013年7月26日  |                |
| 8  | 10           | パンダをねらえ！   | Panda-monium          | 2013年8月2日   | 2014年1月3日   |
| 9  | 8            | 耳は貸せない       | Bad Ear Day           | 2013年8月16日  | 2014年1月24日  |
| 10 | 7            | 怖い友だち         | Ghoul Friend          | 2013年10月4日  | 2013年12月20日 |
| 11 | 12           | ドッグショー       | Dog Show              | 2013年10月11日 |                |
| 12 | 13           | ゴンドラ漕ぎの恋   | O Sole Minnie         | 2013年10月18日 |                |
| 13 | 16           | 夢のポテトランド   | Potatoland            | 2013年11月18日 | 2014年4月18日  |
| 14 | 14           | 起きて！グーフィー | Sleepwalkin'          | 2013年12月5日  |                |
| 15 | 18           | ドナルドの病気     | Flipperboobootosis    | 2014年1月3日   |                |
| 16 | 19           | 真のチャンピオン   | Tapped Out            | 2014年1月10日  |                |
| 17 | 11           | 二人きりのデート   | Third Wheel           | 2014年2月14日  |                |
| 18 | 17           | ステキなカップル   | The Adorable Couple   | 2014年3月7日   |                |

### シーズン2
| #        | 日本版放送順 | 邦題                     | 原題                | 初放送日       | 初放送日       |
| -------- | ------------ | ------------------------ | ------------------- | -------------- | -------------- |
| 1（19）  | 20           | ケーブルカーパニック     | Cable Car Chaos     | 2014年4月11日  |                |
| 2（20）  | 21           | 火事だ！                 | Fire Escape         | 2014年4月25日  |                |
| 3（21）  | 22           | 危険な香り               | Eau de Minnie       | 2014年5月23日  |                |
| 4（22）  | 15           | サッカー観戦             | O Futebol Clássico  | 2014年6月6日   |                |
| 5（23）  | 25           | ミクロの世界             | Down the Hatch      | 2014年6月20日  |                |
| 6（24）  | 27           | グーフィーのおばあちゃん | Goofy's Grandma     | 2014年7月11日  |                |
| 7（25）  | 26           | ドナルド船長             | Captain Donald      | 2014年8月8日   |                |
| 8（26）  | 28           | ムンバイの奇跡           | Mumbai Madness      | 2014年9月26日  |                |
| 9（27）  | 23           | ボイラー室               | The Boiler Room     | 2014年10月2日  |                |
| 10（28） | 30           | 宇宙遊泳                 | Space Walkies       | 2014年11月7日  |                |
| 11（29） | 24           | ミッキーモンキー         | Mickey Monkey       | 2014年11月18日 |                |
| 12（30） | 31           | アムステルダムの風車     | Clogged             | 2014年12月12日 | 2015年4月25日  |
| 13（31） | 29           | 恋するグーフィー         | Goofy's First Love  | 2015年1月9日   |                |
| 14（32） | 32           | おやつはホドホドに       | Doggone Biscuits    | 2015年1月16日  | 2015年6月27日  |
| 15（33） | 33           | グーフィーの面接         | Workin' Stiff       | 2015年2月20日  | 2015年7月4日   |
| 16（34） | 34           | 赤いの怖い！             | Al Rojo Vivo        | 2015年3月27日  | 2015年7月11日  |
| 17（35） | 35           | ボトルを守れ！           | Bottle Shocked      | 2015年4月24日  | 2015年7月18日  |
| 18（36） | 38           | いとしのミニー           | A Flower for Minnie | 2015年5月29日  | 2015年10月12日 |
| 19（37） | 36           | ロデオに出よう           | Bronco Busted       | 2015年6月9日   | 2016年1月23日  |

### シーズン3
| #        | 日本版放送順 | 邦題                 | 原題                | 初放送日       | 初放送日       |
| -------- | ------------ | -------------------- | ------------------- | -------------- | -------------- |
| 1（38）  | 40           | ありがた迷惑         | Coned!              | 2015年7月17日  |                |
| 2（39）  | 42           | 街角のバンドマン     | One Man Band        | 2015年8月14日  |                |
| 3（40）  | 43           | コインに願いを       | Wish Upon a Coin    | 2015年8月21日  | 2016年2月6日   |
| 4（41）  | 44           | ムービータイム       | Movie Time          | 2015年9月11日  | 2016年4月9日   |
| 5（42）  | 45           | ふたりでギアチェンジ | Switching Gears     | 2015年9月18日  |                |
| 6（43）  | 39           | 白と黒の恐怖         | Black and White     | 2015年10月2日  |                |
| 7（44）  | 41           | 大荒れの誕生日       | Feliz Cumpleanos!   | 2015年11月18日 |                |
| 8（45）  | 47           | 深海の不思議         | Wonders of the Deep | 2015年11月26日 | 2016年7月18日  |
| 9（46）  | 46           | バイクで行こう！     | Road Hogs           | 2015年12月11日 | 2016年6月18日  |
| 10（47） | 49           | ノーと言えない       | No                  | 2016年1月8日   |                |
| 11（48） | 50           | キャンプの楽しみ方   | Roughin' It         | 2016年1月22日  |                |
| 12（49） | 37           | ロシアの夜           | Dancevidaniya       | 2016年2月5日   |                |
| 13（50） | 48           | ペアルック           | Couple Sweaters     | 2016年2月12日  | 2016年6月25日  |
| 14（51） | 53           | ターキッシュデライト | Turkish Delights    | 2016年3月18日  |                |
| 15（52） | 51           | 靴下どろぼう         | Sock Burglar        | 2016年4月15日  | 2016年10月8日  |
| 16（53） | 52           | 魅惑のメロディ       | Ku'u Lei Melody     | 2016年4月22日  | 2016年11月18日 |
| 17（54） | 55           | 恐怖の宝探し         | Entombed            | 2016年5月13日  |                |
| 18（55） | 56           | 高級レストラン       | No Reservations     | 2016年6月3日   |                |
| 19（56） | 54           | 分かれても好きな人   | Split Decisions     | 2016年6月12日  | 2016年11月18日 |
| 20（57） | 57           | スポーツマンシップ   | Good Sports         | 2016年7月29日  | 2016年11月26日 |

### シーズン4
| #        | 日本版放送順 | 邦題               | 原題                | 初放送日       | 初放送日       |
| -------- | ------------ | ------------------ | ------------------- | -------------- | -------------- |
| 1（58）  | 58           | スイミング・ホール | Swimmin' Hole       | 2017年6月9日   |                |
| 2（59）  | 59           | お安いご用         | Canned              | 2017年6月23日  | 2018年1月14日  |
| 3（60）  | 60           | 負けない気持ち     | Touchdown and Out   | 2017年7月14日  |                |
| 4（61）  | 61           | 離れられない       | Locked in Love      | 2017年7月28日  |                |
| 5（62）  | 63           | ハチの恩返し       | Bee Inspired        | 2017年8月11日  | 2018年2月11日  |
| 6（63）  | 62           | 豪華客船           | Shipped Out         | 2017年8月25日  | 2018年2月4日   |
| 7（64）  | 64           | 二人三脚           | Three-Legged Race   | 2017年9月15日  |                |
| 8（65）  | 65           | あやしい地図       | Nature's Wonderland | 2017年10月6日  | 2018年11月10日 |
| 9（66）  | 66           | バースデー・ソング | The Birthday Song   | 2017年11月16日 |                |
| 10（67） | 67           | 夢の続き           | The Perfect Dream   | 2017年12月22日 |                |
| 11（68） | 71           | 鳥のエサやり       | Feed the Birds      | 2018年1月13日  | 2018年5月27日  |
| 12（69） | 69           | カーニバル         | Carnaval            | 2018年2月3日   | 2018年5月6日   |
| 13（70） | 68           | 戌年               | Year of the Dog     | 2018年2月10日  | 2018年2月25日  |
| 14（71） | 70           | あこがれの紳士     | The Fancy Gentleman | 2018年3月10日  |                |
| 15（72） | 74           | 僕は君             | New Shoes           | 2018年4月13日  |                |
| 16（73） | 75           | 春の訪れ           | Springtime          | 2018年5月12日  |                |
| 17（74） | 72           | 幸運のお守り       | Dumb Luck           | 2018年6月8日   |                |
| 18（75） | 73           | いかないで         | Flushed!            | 2018年6月30日  |                |
| 19（76） | 76           | アクション！       | Roll 'em            | 2018年7月14日  |                |

### シーズン5
| #        | 日本版放送順 | 邦題               | 原題                     | 初放送日       |
| -------- | ------------ | ------------------ | ------------------------ | -------------- |
| 1（77）  | 78           | 恋するスクーター   | Amore Motore             | 2018年10月6日  |
| 2（78）  | 79           | 嫌われたい         | A Pete Scorned           | 2018年10月20日 |
| 3（79）  | 80           | ペンキを塗ろう     | House Painters           | 2018年11月3日  |
| 4（80）  | 77           | サプライズ！       | Surprise!                | 2018年11月18日 |
| 5（81）  | 81           | 僕の帽子           | Hats Enough              | 2018年12月7日  |
| 6（82）  | 82           | サファリ最高       | Safari, So Good          | 2019年1月11日  |
| 7（83）  | 83           | 小銭がない!        | For Whom the Booth Tolls | 2019年2月9日   |
| 8（84）  | 84           | 歴史を戻せ!        | Outta Time               | 2019年2月23日  |
| 9（85）  | 85           | 僕の裏庭           | My Little Garden         | 2019年3月9日   |
| 10（86） | 86           | 好きになって!      | You, Me and Fifi         | 2019年3月23日  |
| 11（87） | 87           | 恐怖のブーメラン   | Outback at Ya!           | 2019年4月6日   |
| 12（88） | 88           | 僕と君のハーモニー | One Homespun Melody      | 2019年4月20日  |
| 13（89） | 89           | 月明かりの下で     | Over the Moon            | 2019年5月4日   |
| 14（90） | 90           | ラクな暮らし       | Easy Street              | 2019年5月18日  |
| 15（91） | 91           | 勝利を奪え         | Two Can't Play           | 2019年6月9日   |
| 16（92） | 92           | 水上マーケット     | Our Floating Dreams      | 2019年6月22日  |
| 17（93） | 93           | グーフィーパズル   | Gone To Pieces           | 2019年7月6日   |
| 18（94） | 94           | 愛は世界を巡る     | Carried Away             | 2019年7月20日  |

### スペシャル
| 邦題                                                                      | 原題                                                            | 初放送日      | 初放送日      |
| ------------------------------------------------------------------------- | --------------------------------------------------------------- | ------------- | ------------- |
| ドナルド劇場: ミッキーマウス！クリスマス・スペシャル                      | Duck the Halls: A Mickey Mouse Christmas Special                | 2016年12月9日 | 2017年12月9日 |
| 世にも恐ろしいサプライズ ミッキーマウス！ ハロウィーン びっくりストーリー | The Scariest Story Ever: A Mickey Mouse Halloween Spooktacular! | 2017年10月8日 | 2017年10月1日 |

## 特別放送概要
ディズニー・チャンネル内での特別編成では、新エピソードが放送された。
ハッピーバースデー!ミッキーマウス（2013年11月18日）
1話「入店お断り」が日本初放送として放映された。
ハッピーバースデー!ミッキーマウス（2014年11月18日）
24話「ミッキーモンキー」が日本初放送として放映された。
ディズニー・チャンネル オール新作ミッション（2015年10月12日）
38話「いとしのミニー」が日本初放送として放映された。
ハッピーバースデー!ミッキーマウス（2015年11月18日）
バースデーエピソードである、41話「大荒れの誕生日」が日本初放送として放映された。
ハッピーバースデー!ミッキーマウス（2016年11月18日）
52話「魅惑のメロディ」と54話「別れても好きな人」が日本初放送として放映された。
ハッピーバースデー!ミッキーマウス（2017年11月18日）
バースデーエピソードである、66話「バースデー・ソング」が日本初放送として放映された。
ディズニー・チャンネル15周年 ハッピーバースデー!ミッキーマウス ミッキーマウス！特集（2018年11月10日）
65話「あやしい地図」が日本初放送として放映された。
ハッピーバースデー!ミッキーマウス（2018年11月18日）
バースデーエピソードである77話「サプライズ」が日本初放送として放映された。
ハッピーバースデー!ミッキーマウス（2019年11月18日）
78話から83話までのエピソードが日本初放送として放映された。

## アトラクション
本作品が題材となったアトラクションがディズニーパークに存在する。
ディズニー・ハリウッド・スタジオ（ウォルト・ディズニー・ワールド・リゾート）に存在、ディズニーランド（ディズニーランド・リゾート）に建設中である。